# Entamoeba invadens
Entamoebele sunt amibe intestinale ce parazitează atât organismul uman (Entamoeba histolytica) cât și organismul animal. Entamoeba invadens este o amibă parazită a  șerpilor, a broaștelor țestoase și a altor reptile. Spre deosebire de E. histolytica, care necesită temperaturi de 36°-37°C, E. invadens este ceva mai mare și mai ușor de cultivat, crescând optimal la 26°C. Entamoebele pot fi crescute în cultură în combinații cu una sau mai multe specii bacteriene (culturi monoxenice respectiv polixenice) sau lipsite de bacterii (culturi axenice). În studii de biochimie sau biologie moleculară se preferă culturile axenice, în studiul ciclului de viață amibian și al biologiei celulare, se preferă medii cu consum de oxigen prin bacterii reprimate proliferativ [1]. Bacteriile reprimate proliferativ "respiră", reducând cantitatea de oxigen în mediul de cultură, reproducând altfel condițiile din intestin, unde conținutul de oxigen variază între aproximativ 0,1% și 6,0% (gradiente de oxigen). În culturile axenice, conținutul de oxigen este de peste 6%, ceeace imprimă amibelor un cu totul alt comportament decat in culturile de tip bacterian. În timp ce în medile de cultură cu bacterii, E. invadens proliferează prin diviziuni asimetrice și formare de chiști (închistare ciclică), în medile axenice E. histolytica face diviziuni simetrice, neproducând chiști. Cantitatea de oxigen existentă în mediul ambiant  este elementul primordial, care determină ciclul de dezvoltare (ciclul de viață) al amibelor [2,3]. Culturile cu bacterii reprimate metabolic au fost introduse pentru prima dată de cercetătorul de origine română Vladimir F. Niculescu [1].
Ciclu de viață, celulele stem si procesul de diferențiere
Dat fiind capacitatea de a trăi și supraviețui în gradiente de oxygen intestinal, E. invadens a ajuns în ultimii ani un fascinant model de biologie celulară, capabil să lămurească originea evolutionară a celulelor stem și a proceselor de diferențiere celulară. Diviziunile celulare asimetrice pe care E. invadens le efectuează în culturi cu bacterii reprimate proliferativ au dus la descoperirea faptului că celulele amibiene au capacitate de stemness, și se comportă în cursul ciclului lor de viață asemănător cu celulele stem ale organismele superioare, capabile de diviziuni asimetrice și diferențiere. E. invadens a arătat că calitatea de stemness este o calitate comună tuturor celulelor eukariote, începând cu protozoarele și terminând cu celulele umane. E. invadens posedă un liniaj celular format din trei linii/sublinii celulare, anume o linie de celule stem, ce se poate transforma într-o subline vegetativă/somatică, fără diferențieri celulare, și o sublinie reproductivă, care produce prin diviziuni asimetrice două tipuri de celule fiice, (a) una care continuă ciclul celular (self-renewing cell sau progenitor cell, engl.) și alta (b) numită "precursor cell" (engl.) care formează o celulă diferențiată (chistul). Fenomenul se numește închistare ciclică, și este moștenit de la ancestorul unicelular LECA, care a dobândit această capacitate în urmă cu aproximativ un miliard de ani [3]. Linia reproductivă generează in final  noi celule stem, și  anume prin procesul de inchistare-dechistare, respectiv poliploidizare-depolploidizare. Acest model primitiv de diferențiere celulară pare a exista și în cancer, care formează niște formațiuni celulare hiperpoliploide numite PGCC (polyploid giant cancer cells, engl.) [4-7] asemănătoare chiștilor de protiste. Pseudo-chiști de cancer dechistează  in țesuturi, formând o linie primară de celule stem respectiv celule" neotice" [8,9], banuite a genera atât celule canceroase somatice cât si celule canceroase reproductive, formatoare de noi pseudo-chisti [10,11].  
Fig.1: A, ciclul de poliploidizare si diferențiere, formarea chistului si diviziunile nucleare reductive din celula intrachistică ; B, influența continutului de oxigen din mediul ambiant asupra ciclului celular si duratei sale; C, fazele ciclului celular si capacitatea lor de a exprima capacitatea de diferențiere (formarea chistului) [12].

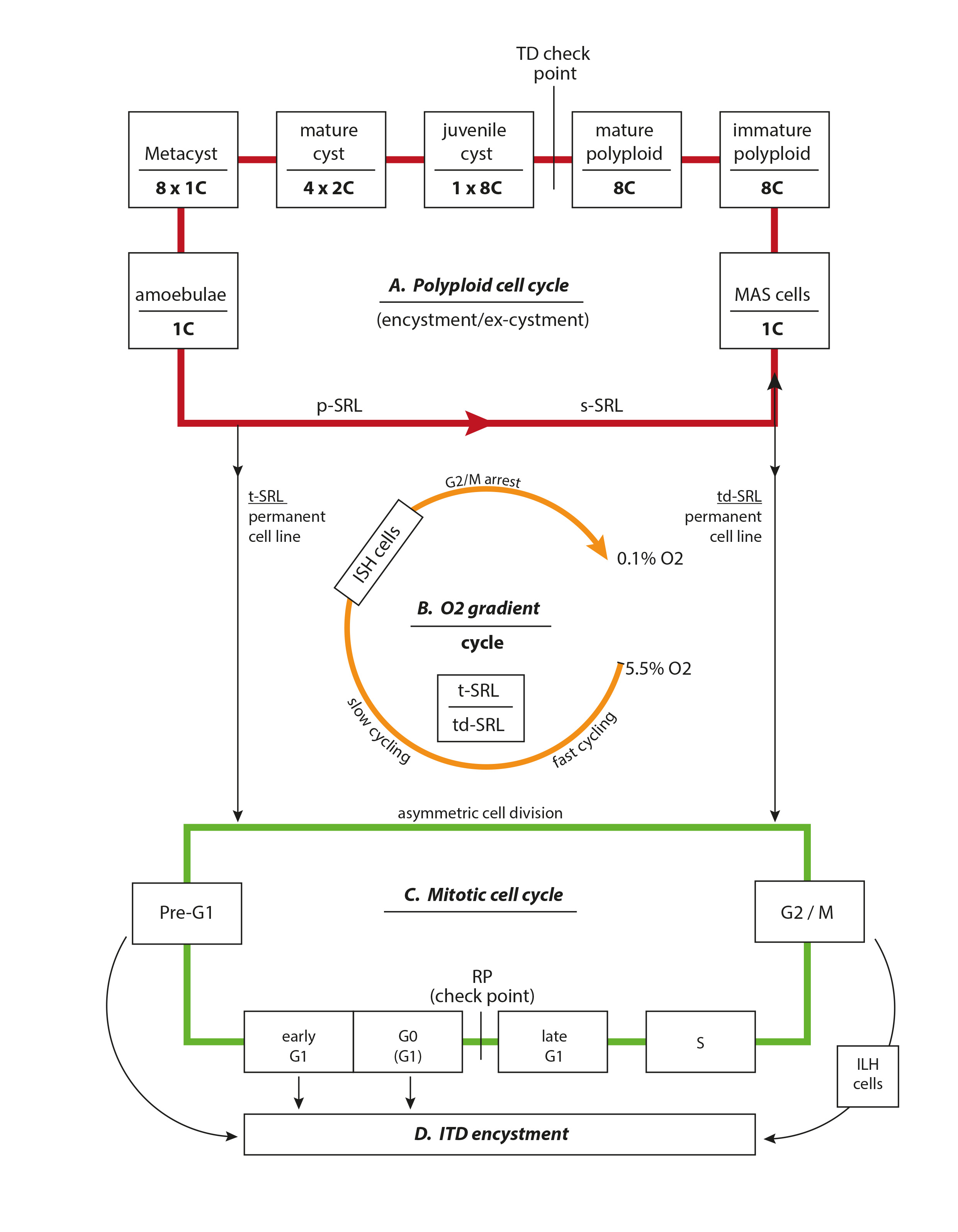
Entamoeba invadens. Ciclul de viata (life cycle, engl.) J Stem Cell Res. 2017; 1(2): 1-6.